# 徒单氏
徒單姓是漢字複姓，為金朝時期女真族常見姓氏，漢化後為改杜姓。

## 人物
- 文
  - 徒單鎰：金朝宰相
  - 徒單恭
  - 徒單克寧
  - 徒單合喜
  - 徒單公弼，等等
- 武
  - 徒單貞
  - 徒單永年，等等
- 有過皇后稱號的 徒單女一共有6人[1]
  - 金昭祖 威順皇后徒單氏
  - 金德宗 哀皇后徒單氏
  - 海陵王皇后徒單氏
  - 金顯宗 孝懿皇后徒單氏
  - 衛紹王皇后徒單氏
  - 金哀宗皇后徒單氏
- 尚主（附馬）的 徒單男則有20人，共尚19位公主，其中9位公主是帝女，3位是宗室女

1. ↑  ,   [2024-12-27]